# Betton
Betton è un comune francese di 10 480 abitanti situato nel dipartimento dell'Ille-et-Vilaine nella regione della Bretagna.
È gemellata con Barberino di Mugello

## Società

### Evoluzione demografica
Abitanti censiti